# Anselm Lauber

Anselm Lauber (ca. 1970)

Anselm U. Lauber (* 1. April 1920 in Luzern; † 29. Januar 1995 in Dübendorf) war ein Schweizer Elektroingenieur, der auf dem Gebiet der Akustik und Lärmbekämpfung Pionierarbeit leistete.
Anselm Lauber ist Sohn von Bundesversicherungsrichter Werner Lauber (1887–1967) und der Schriftstellerin Cécile Lauber-Dietler (1887–1981).
Von 1948 bis 1960 war Lauber in der Forschungs- und Versuchsanstalt der PTT-Generaldirektion in Bern in der Elektroakustik tätig, wo er sich mit Raum- und Bauakustik und Lärmbekämpfung befasste. Im Auftrag des schweizerischen Bundesrats baute er ab 1960 bei der Eidgenössischen Materialprüfungs- und Forschungsanstalt in Dübendorf die Abteilung Akustik und Lärmbekämpfung auf. Von 1963 bis 1985 war er Lehrbeauftragter für Akustik an der Eidgenössischen Technischen Hochschule Zürich. 1972 wurde ihm der Titel eines Titularprofessors verliehen. Er war Mitautor eines Standardwerks der Bau- und Raumakustik.

## Werke
- Raum- und Bauakustik. Lärmabwehr. Birkhäuser Verlag, Basel 1972 (zusammen mit Willi Furrer) – ISBN 3-7643-0522-3